# ألبرتو البرتي
ألبرتو البرتي (و. 1386 – أغسطس 1445 م) هو كاهن كاثوليكي من جمهورية البندقية، ولد في فلورنسا، توفي في فلورنسا.

## مناصب
تولى منصب List of camerlengos of the Sacred College of Cardinals ‏ (منذ 1444)
- أسقف كاثوليكي
- Protonotary apostolic [الإنجليزية]‏
- كاردينال[4]
- مطران  [لغات أخرى]‏

.